# Râpa de Jos
Râpa de Jos – wieś w Rumunii, w okręgu Marusza, w gminie Vătava. W 2011 roku liczyła 492 mieszkańców.